# Bernardo Henestrosa
Bernardo José Henestrosa (Montevideo, Banda Oriental, ca. 1801 - Arroyo Grande, Provincia de Entre Ríos, Argentina, 6 de diciembre de 1842) fue un militar rioplatense que participó en las guerras civiles argentinas y uruguayas tanto en el bando federal como en el unitario.

## Biografía
Se incorporó al Ejército del Norte a fines de 1816. De regreso a Buenos Aires, participó en la lucha contra los caudillos Francisco Ramírez y Estanislao López, combatiendo en las batallas de Cepeda y Cañada de la Cruz. Prestó servicios en Carmen de Patagones, y en las campañas de Martín Rodríguez al sur de la provincia, participando en la fundación de Tandil.
Participó en la formación del "ejército de observación sobre el Uruguay" al estallar la Guerra del Brasil, y participó en la campaña que culminó en la Batalla de Ituzaingó a las órdenes del general Ventura Alegre.
De regreso en Buenos Aires prestó servicios en la frontera con los indígenas. Participó en la Revolución de los Restauradores contra el gobernador Juan Ramón Balcarce. Fue ascendido al grado de teniente coronel.
A fines de 1833 regresó al Uruguay, donde se le encargó el gobierno militar de la ciudad de Paysandú. Luchó contra las dos revoluciones de Fructuoso Rivera; tuvo una participación destacada en la Batalla de Palmar, en que estuvo a punto de lograr la derrota del jefe revolucionario. La derrota lo obligó a exiliarse – a órdenes del derrocado presidente Manuel Oribe – a Buenos Aires.
A órdenes de Oribe – que lo ascendió al grado de coronel – formó un cuerpo de exiliados uruguayos, con el grado de coronel. Con este cuerpo pasó a la provincia de Entre Ríos a enfrentar la invasión de Juan Lavalle. Participó en la Batalla de Don Cristóbal (1840). Pocas semanas después, el gobernador Pascual Echagüe puso su cuerpo a órdenes de otro jefe, también uruguayo, y Henestrosa pasó a la provincia de Santa Fe.
A órdenes del gobernador santafesino Juan Pablo López participó en la lucha contra la invasión de Lavalle a esa provincia. A mediados del año 1842, López cambió de bando y formó una alianza con José María Paz y Pedro Ferré contra el gobernador de la Provincia de Buenos Aires, Juan Manuel de Rosas, y su aliado Echagüe. Henestrosa continuó a órdenes de López contra la invasión de su provincia por parte de Oribe, que mandaba el ejército que había derrotado a la Coalición del Norte. Tras la derrota de Malabrigo huyó con su jefe a Corrientes.
Incorporado al ejército correntino y poco después al ejército uruguayo al mando de Fructuoso Rivera, participó en la Batalla de Arroyo Grande, del 6 de diciembre de 1842. Al producirse la derrota, fue capturado por los oficiales orientales que acompañaban a Oribe; fue torturado, mutilado y ejecutado.